# 泛生長喙蘚
泛生長喙蘚（学名：Rhynchostegium vagans）为青蘚科長喙蘚屬下的一个种。

## 扩展阅读
- 維基物種上的相關：泛生長喙蘚